# Décembre 1863

## Événements
- 8 décembre, États-Unis : plan des 10 %. Dès que 10 % des votants à l’élection de 1860 auront prêté un serment d’allégeance à l’Union, et accepté ses décisions en matière d’esclavage, Washington en reconnaîtra les gouvernements que désigneront tous ceux qui auront juré fidélité.

- 14 décembre : érection du vicariat apostolique de la Colombie. Louis-Joseph D'Herbomez en est son premier évêque.

- 24 décembre : les troupes de la Confédération germanique interviennent pour soutenir le nouveau duc de Schleswig-Holstein. Début de la Guerre des Duchés.

## Naissances
- 5 décembre : « Torerito » (Rafael Bejarano Carrasco), matador espagnol († 22 novembre 1900).
- 7 décembre : Adolf Hering, peintre et illustrateur allemand († 14 juin 1932).
- 11 décembre : Annie Jump Cannon, astronome américaine.
- 12 décembre : Edvard Munch, peintre et graveur norvégien († 23 janvier 1944).
- 18 décembre : François-Ferdinand d'Autriche à Graz (Styrie).
- 20 décembre : Gustave Boucher, écrivain et ethnographe français († 1932).
- 26 décembre : Charles Pathé : industriel et producteur de films pour le cinéma français († 25 décembre 1957).